# Russischer Block
Russischer Block (russisch Русский блок / Russki Blok) war eine politische Partei in der Ukraine. Die 2002 gegründete Partei vertrat streng pro-russische und teils panslawistische Positionen und strebte langfristig eine Vereinigung der Ukraine mit Russland an. Darüber hinaus wurden der ukrainische Nationalismus abgelehnt und eine stärkere Stellung der orthodoxen Kirche befürwortet. Die Partei wurde am 13. Mai 2014 von einem Gericht in Kiew verboten.

## Geschichte
Die Partei wurde am 20. Juni 2002 gegründet und ging aus der Verschmelzung der Parteien Russisch-Ukrainische Gemeinschaft und Für die Vereinigte Rus hervor. Bei der Parlamentswahl 2002 erreichte man ein Wahlergebnis von 0,73 %. Bei den Präsidentschaftswahlen 2004 unterstützte man Wiktor Janukowytsch, den Kandidaten der Partei der Regionen.
Bei den Parlamentswahlen 2012 erreichte der Russische Block 0,31 % der Wählerstimmen, konnte in einzelnen Wahlkreisen aber deutlich überdurchschnittliche Ergebnisse erzielen. So wurde etwa in einem Sewastopoler Bezirk ein Ergebnis von 27,8 % erzielt. Die Partei erhält traditionell auf der Krim den größten Zuspruch. 
Anfang 2013 spekulierten zahlreiche ukrainische Medien über eine angebliche Selbstauflösung des Russischen Blocks, was vom Parteivorsitzenden Gennadi Bassow jedoch zurückgewiesen wurde. Im November 2013 organisierte der Russische Block gemeinsam mit der Kommunistischen Partei der Ukraine eine „Anti-Maidan“ genannte Demonstration, die sich gegen die Euromaidan-Proteste richtete. Am 13. Mai 2014 wurde die Partei verboten.